# Sonfloden

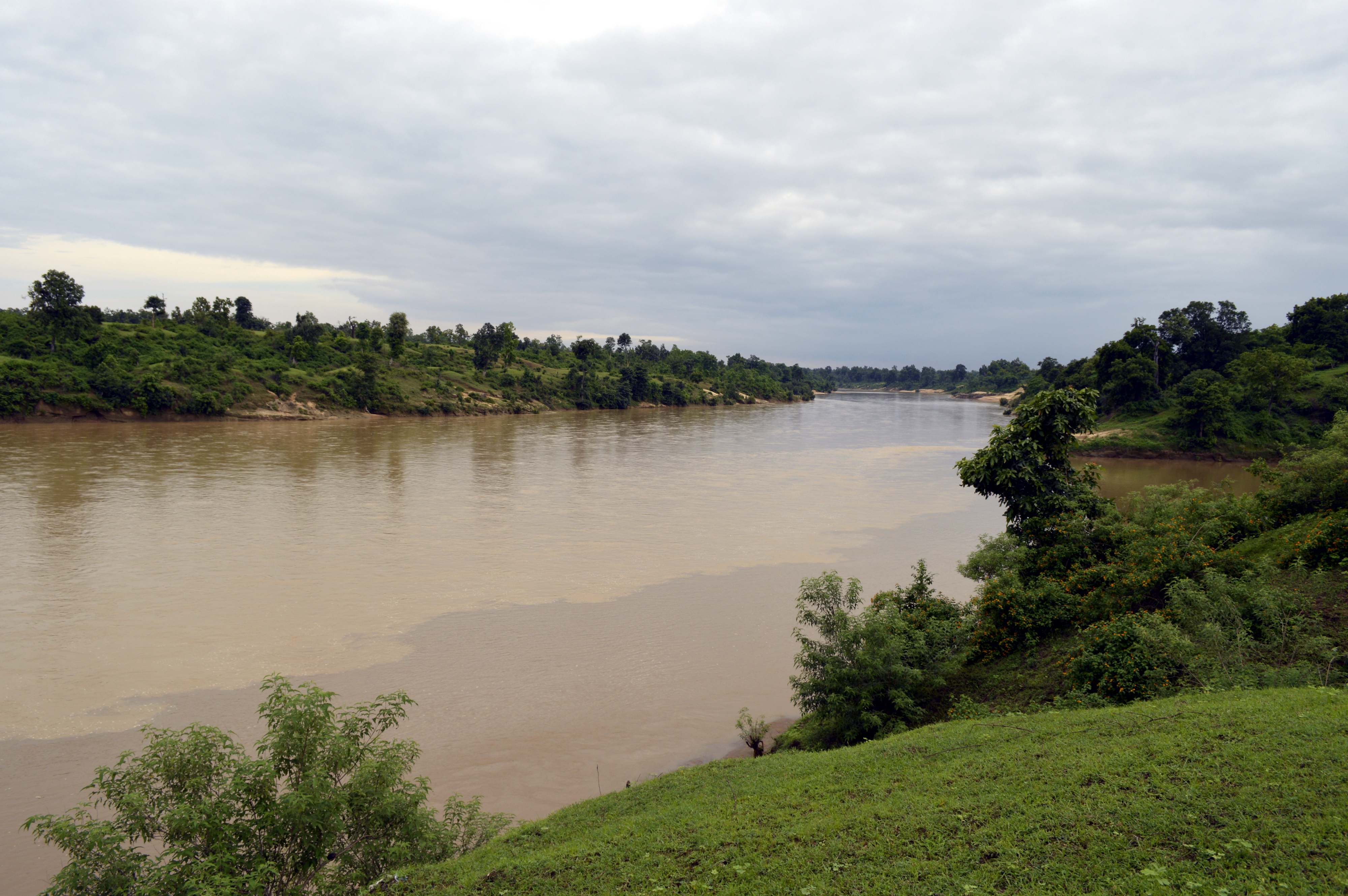
Sonfloden

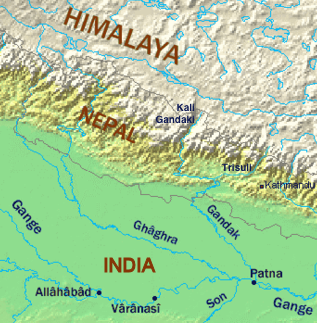
Karta över Ganges och dess bifloder i nordöstra Indien.

Son är en sydlig biflod till Ganges och flyter ihop med Ganges väster om Patna. Floden har sina källor nära Amarkantak i bergsområdet Maikala i den indiska delstaten Madhya Pradesh och avvattnar delar av delstaterna Jharkhand, Uttar Pradesh och Bihar.